# Callicrania demandae
Callicrania demandae är en insektsart som först beskrevs av Schroeter, B. och H.K. Pfau 1987.  Callicrania demandae ingår i släktet Callicrania och familjen vårtbitare. Inga underarter finns listade i Catalogue of Life.